# 硫酸锂
硫酸锂是一种无机化合物，化学式为Li2SO4，固体存在无水物与一水合物。硫酸锂不形成矾类。

## 制备
将稀硫酸(1:4)加入到碳酸锂的悬浮液中，得到硫酸锂溶液：
Li2CO3 + H2SO4 → Li2SO4 + CO2↑ + H2O
将溶液浓缩，析出Li2SO4·H2O结晶。将一水合物加热至120℃脱水，得到无水物。

## 物理性质
硫酸锂是白色晶体，可吸收空气中的水份。易溶于水，难溶于乙醇、丙酮、乙酸甲酯、乙酸乙酯和吡啶。
硫酸锂水溶液的密度及比粘度如下表：
| 浓度，%（质量） | 密度（20℃） |
| --------------- | ----------- |
| 1               | 1.007       |
| 2               | 1.016       |
| 6               | 1.050       |
| 10              | 1.086       |
| 20              | 1.179       |
| 24              | 1.218       |

| 浓度，mol/L | 比粘度（η/η水，25℃） |
| ----------- | -------------------- |
| 0.125       | 1.0320               |
| 0.25        | 1.0655               |
| 0.5         | 1.1372               |
| 1.0         | 1.2905               |

## 化学性质
易溶於水，水溶液呈中性。
硫酸锂的化学性质主要体现在Li+和SO42-离子上：
Li2SO4 + Ba(OH)2 → 2 LiOH + BaSO4↓
Li2SO4 + BaCl2 → 2 LiCl + BaSO4↓
Li2SO4 + K2CO3 → Li2CO3↓ + K2SO4
Li2SO4 + H2SO4 —蒸发→ 2 LiHSO4
Li2SO4 + H2SO4 —-20℃电解→ Li2S2O8 + H2↑
此外， 硫酸锂在高温下还可以被氢气、氨等还原剂还原为硫化锂。

## 用途
硫酸锂可以用来强化玻璃。

## 扩展阅读
1. 硫酸锂大单晶生长的研究[J]. 刘加民 等. 《山东大学学报(自然科学版)》. 1981年04期
2. 四硼酸锂-硫酸锂-氯化锂-水四元体系288K相平衡研究[J]. 李明 等. 《无机盐工业》. 2009年05期
3. 25℃时硫酸锂-乙醇-水三元体系的相平衡研究[J]. 陆宏志 等.《无机盐工业》. 2009年09期